# Ligne T4 du tramway de Gand
Pour les articles homonymes, voir Ligne T4.
La ligne T4 du tramway de Gand est une ligne de tramway qui relie l'hôpital de Gand à Langesteenstraat.
Elle reliait auparavant l'hôpital de Gand à Moscou.

## Histoire
La ligne 4 est l'un des plus anciens axes de transports publics de Gand. Cependant, dans sa forme originale, elle prenait une route complètement différente qu'actuellement. Lorsque le tramway électrique a été lancé le 23 janvier 1899 (la numérotation n'est apparue qu'en 1906), la ligne 4 de St. Jacobs (Vlasmarkt) par Charles-Quint, la Place Saint-Anne, le Sud, l'Lammerstraat, Saint-Pietersnieuwstraat, place Saint-Pierre, Hill Gate, le Hofbouwlaan (parc de la Citadelle), la gare Saint-Pierre, Kortrijksesteenweg la Nederkouter, la Cour d'appel à Korenmarkt.
Lors de l'Exposition universelle de 1913, le tramway longeait la ligne 7 le long de l'entrée principale de l'expo. Pour un fonctionnement efficace pendant les jours occupés, une boucle de retournement autour de l'église Saint-Nicolas et  de la place Saint-Anne. De même, il y avait une ligne qui reliait la gare Saint-Pierre et Korenmarkt et a été désignée «croisé» 4. Le 10 janvier 1914, la tracé de la ligne a été changée. Le nouvel itinéraire était Sterre - Gare Saint-Pierre - Korenmarkt - Muide. Le trajet Korenmarkt - Muide été exploité par la ligne 2. La route Zuidstationstraat - Lammerstraat - Saint Pietersnieuwstraat - Heuvelpoort a été desservi par la ligne 5 et la route Hofbouwlaan (Citadelle) - gare Saint-Pierre par la ligne 7.  La ligne 4 connut de nombreux retards dans les rues étroites entre la gare Saint-Pierre et Korenmarkt.
Le 8 avril, 1922, la ligne 4 a été raccourcie. Le parcours The Star - gare Saint-Pierre est repris par la ligne 8.
Le 2 juillet 1984, un échange d'itinéraire est effectué entre la ligne 4 et la ligne 1. La ligne 4 parcourt le tronçon Muide-Moscou (avec un changement à de la Korenmarkt). Le 29 septembre 1986, la ligne est divisée en plusieurs lignes : 10, 40, 41, 42 et 43. Ce système a pris fin le 19 août 2004.
Le 13 mars 2016, la ligne 4 est prolongée jusqu'à l'hôpital de Gand à la station UZ.
Jusqu'au 5 janvier 2024, la ligne 4 reliait l'hôpital de Gand à Moscou. À partir du 6 janvier 2024, la ligne 4 est transformée en ligne T4 et relie désormais l'hôpital de Gand à Langesteenstraat en reprenant l'ancien itinéraire de la ligne 4.

## Tracé et stations

### Les stations
|  |   |  | Station                        | Lat/Long                    | Commune | Correspondances                                                        |
|  | - |  | ------------------------------ | --------------------------- | ------- | ---------------------------------------------------------------------- |
|  | O |  | Langesteenstraat               | 51° 03′ 31″ N, 3° 43′ 17″ E | Gand    |                                                                        |
|  | o |  | Sluizeken                      | 51° 03′ 36″ N, 3° 43′ 29″ E | Gand    |                                                                        |
|  | o |  | Coppinstraat                   | 51° 03′ 44″ N, 3° 43′ 39″ E | Gand    |                                                                        |
|  | o |  | Heilig Kerst                   | 51° 03′ 50″ N, 3° 43′ 45″ E | Gand    | 6                                                                      |
|  | o |  | Sint-Salvatorstraat Neuseplein | 51° 04′ 04″ N, 3° 43′ 46″ E | Gand    | 6                                                                      |
|  | o |  | Muidebrug                      | 51° 04′ 13″ N, 3° 43′ 47″ E | Gand    | 5b, 6                                                                  |
|  | o |  | Tolpoort                       | 51° 04′ 02″ N, 3° 43′ 36″ E | Gand    | 5a, 5b, 53, 55, 56                                                     |
|  | o |  | Voortmanstraat                 | 51° 03′ 57″ N, 3° 43′ 17″ E | Gand    | 5a                                                                     |
|  | o |  | AZ Sint-Lucas                  | 51° 03′ 53″ N, 3° 43′ 07″ E | Gand    |                                                                        |
|  | o |  | Opgeëistenlaan                 | 51° 03′ 45″ N, 3° 42′ 56″ E | Gand    |                                                                        |
|  | o |  | Rabot                          | 51° 03′ 36″ N, 3° 42′ 44″ E | Gand    | T2 , 60                                                                |
|  | o |  | Brugsepoort                    | 51° 03′ 25″ N, 3° 42′ 36″ E | Gand    | 10, 11, 12a, 12b                                                       |
|  | o |  | Theresianenstraat              | 51° 03′ 11″ N, 3° 42′ 36″ E | Gand    |                                                                        |
|  | o |  | Rozemarijnbrug                 | 51° 03′ 01″ N, 3° 42′ 34″ E | Gand    | T1 , T3                                                                |
|  | o |  | Bernard Spaelaan               | 51° 02′ 53″ N, 3° 42′ 35″ E | Gand    | T1 , T3                                                                |
|  | o |  | Bijlokehof                     | 51° 02′ 43″ N, 3° 42′ 49″ E | Gand    | T1 , T3                                                                |
|  | o |  | Koning Albertbrug              | 51° 02′ 34″ N, 3° 42′ 40″ E | Gand    | T1 , T3 , 19                                                           |
|  | o |  | Meersstraat                    | 51° 02′ 19″ N, 3° 42′ 38″ E | Gand    | T1 , T3 , 9a, 9bb 19                                                   |
|  | o |  | Gent Sint-Pietersstation       | 51° 02′ 11″ N, 3° 42′ 42″ E | Gand    | T1 , T3 , 9a, 9b, 19, 20, 34, 48, 49, 50, 55, 70, 71, 76, 77, 78, SNCB |
|  | o |  | Sint-Pietersaalststraat        | 51° 01′ 52″ N, 3° 42′ 50″ E | Gand    | T3                                                                     |
|  | o |  | Krijgslaan                     | 51° 01′ 44″ N, 3° 43′ 06″ E | Gand    | T3                                                                     |
|  | O |  | Gent UZ                        | 51° 01′ 28″ N, 3° 43′ 38″ E | Gand    |                                                                        |

## Exploitation de la ligne
La ligne T4 est exploitée par De Lijn.

### Fréquence
La fréquence de passage est de 7 minutes en heures de pointe, de 10 minutes en heures creuses et de 15 à 20 minutes en soirée.

### Matériel roulant
La ligne exploitée à l'aide de rames Bombardier Hermelijn et Bombardier Flexity Albatros.